# Phreatia pulchella
Phreatia pulchella är en orkidéart som beskrevs av Henry Nicholas Ridley. Phreatia pulchella ingår i släktet Phreatia och familjen orkidéer. Inga underarter finns listade i Catalogue of Life.